# Spanje op de Olympische Winterspelen 2018
Spanje was een van de deelnemende landen aan de Olympische Winterspelen 2018 in Pyeongchang, Zuid-Korea.
Bij de 20e deelname van het land aan de Winterspelen werden twee medailles behaald. Hiermee werd het totaal aantal medailles verdubbeld. In 1972 werd de eerste, en enige gouden medaille, behaald door alpineskiër Francisco Fernández Ochoa op de slalom. Twintig jaar later behaalde zijn zus Blanca de bronzen medaille, ook op de slalom. Deze editie werden er twee bronzen medailles aan toegevoegd door kunstschaatser Javier Fernández en snowboarder Regino Hernández.

## Medailleoverzicht
| Sport       | Olympiër         | Onderdeel          | Medaille |
| ----------- | ---------------- | ------------------ | -------- |
| Kunstrijden | Javier Fernández | mannen             | Brons    |
| Snowboarden | Regino Hernández | snowboardcross (m) | Brons    |

## Deelnemers en resultaten
(m) = mannen, (v) = vrouwen 

### Alpineskiën
| Olympiër         | Onderdeel        | Resultaat | Prestatie                                    |
| ---------------- | ---------------- | --------- | -------------------------------------------- |
| Juan Del Campo   | reuzenslalom (m) | DNF-2     | 1e run: 1.13,39 (39e) 2e run: niet gefinisht |
| Juan Del Campo   | slalom (m)       | DNF-1     | 1e run: niet gefinisht                       |
| Joaquim Salarich | slalom (m)       | DNF-2     | 1e run: 52,07 (33e) 2e run: niet gefinisht   |

### Kunstrijden
| Olympiër                      | Onderdeel | Resultaat | Prestatie                                     |
| ----------------------------- | --------- | --------- | --------------------------------------------- |
| Javier Fernández              | mannen    | Brons     | 305.24 (korte kür: 107.58, vrije kür: 197.66) |
| Felipe Montoya                | mannen    | 29e       | 52.41 (korte kür: 52.41)                      |
| Sara Hurtado Kirill Chaljavin | ijsdansen | 12e       | 168.33 (korte kür: 66.93, vrije kür: 101.40)  |

### Langlaufen
| Olympiër               | Onderdeel                 | Resultaat | Prestatie                       |
| ---------------------- | ------------------------- | --------- | ------------------------------- |
| Imanol Rojo            | 15 km vrije stijl (m)     | 62e       | 37.35,5 (+3.51,6)               |
| Imanol Rojo            | 30 km skiatlon (m)        | 49e       | 1:23.06,5 (+6.46,5)             |
| Imanol Rojo            | 50 km klassieke stijl (m) | 50e       | 2:19.10,1 (+10.48,0)            |
| Martí Vigo             | 15 km vrije stijl (m)     | DNF       | niet gefinisht                  |
| Imanol Rojo Martí Vigo | teamsprint (m)            | HF        | HF-1: 16.59,83 (+1.00,99) (10e) |

### Skeleton
| Olympiër        | Onderdeel | Resultaat | Prestatie                       |
| --------------- | --------- | --------- | ------------------------------- |
| Ander Mirambell | mannen    | 23e       | 2.35,29 (51,64 / 52,06 / 51,59) |

### Snowboarden
| Olympiër          | Onderdeel          | Resultaat | Prestatie                                                                                |
| ----------------- | ------------------ | --------- | ---------------------------------------------------------------------------------------- |
| Lucas Eguibar     | snowboardcross (m) | 1/8F      | plaatsingsronde: 1e run: 1.18,42; 2e run: 1.14,45 1/8F, serie 8: niet gefinisht          |
| Regino Hernández  | snowboardcross (m) | Brons     | plaatsingsronde: 1e run: 1.13,67 1/8F, serie 5: 3e KF, serie 3: 1e HF, serie 2: 1e F: 3e |
| Laro Herrero      | snowboardcross (m) | 1/8F      | plaatsingsronde: 1e run: 1.17,62; 2e run: 1.16,97 1/8F, serie 4: 5e                      |
|                   |                    |           |                                                                                          |
| Queralt Castellet | halfpipe (v)       | 7e        | kwalificatie: 71,50 punten (5e) finale: 67,75 punten (7e)                                |